# Pháo đài Al-Ghwayzi
Pháo đài Al-Ghwayzi (tiếng Ả Rập: حِصْن ٱلْغوَيْزِي, đã Latinh hoá: Ḥiṣn Al-Ghwayzī) hay Pháo đài Al-Waizi, là một trong những pháo đài cũ ở Al-Mukalla, thủ đô của Tỉnh Hadhramaut ở Yemen. Nó được coi là một kiệt tác kiến trúc được xây dựng dưới chân một tảng đá được thiết kế để bảo vệ thành phố khỏi các cuộc tấn công của Bedouin.